# 二丁基镁
二丁基镁是一种金属有机化合物，化学式为C8H18Mg，它是蜡状固体，常以1 M庚烷溶液的形式储存。

## 制备
它可由丁基锂和丁基氯化镁为原料反应得到，或者镁氢化后和1-丁烯的反应制备。2-氯丁烷、镁粉以及正丁基锂的反应也能得到二丁基镁。